# 헤나시역
헤나시역(일본어: 艫作駅)은 일본 아오모리현 니시쓰가루군 후카우라정에 위치한 동일본 여객철도 고노 선의 철도역이다. 단선 승강장 1면 1선의 승강장을 갖춘 지상역이다.

## 역 주변
- 국도 제101호선

## 역사
- 1936년 7월 30일 : 국철의 역으로서 개업.
- 1971년 10월 1일 : 무인역화.
- 1987년 4월 1일 : 일본국유철도 분할 민영화에 의해, 동일본 여객철도가 승계.
- 2010년
  - 4월 1일 : 후카우라역부터 고쇼가와라 역으로 관리역이 변경됨.
  - 11월 경 : 신역사 공용개시.

## 인접 역
| 동일본 여객철도 고노 선            | 동일본 여객철도 고노 선 | 동일본 여객철도 고노 선 |
| ---------------------------------- | ----------------------- | ----------------------- |
| 웨스파쓰바키야마 히가시노시로 방면 | 고노 선                 | 요코이소 가와베 방면    |